# Passage Boiton
Le passage Boiton est une voie du 13e arrondissement de Paris située dans le quartier de la Maison-Blanche.

## Situation et accès
Le passage Boiton est desservi à proximité par la ligne 6 à la station Corvisart.

## Origine du nom
La voie porte le nom d'un ancien propriétaire local de la Butte-aux-Cailles.

## Historique
Cette voie est comprise dans la zone des anciennes carrières.

## Bâtiments remarquables et lieux de mémoire
Cette voie en pente descend de la rue de la Butte-aux-Cailles à la rue Martin-Bernard. Elle est bordée de petits immeubles, de cours et de maisons individuelles.
Une partie du film Dernier Domicile connu (1970), de José Giovanni, a été tourné dans cette voie.

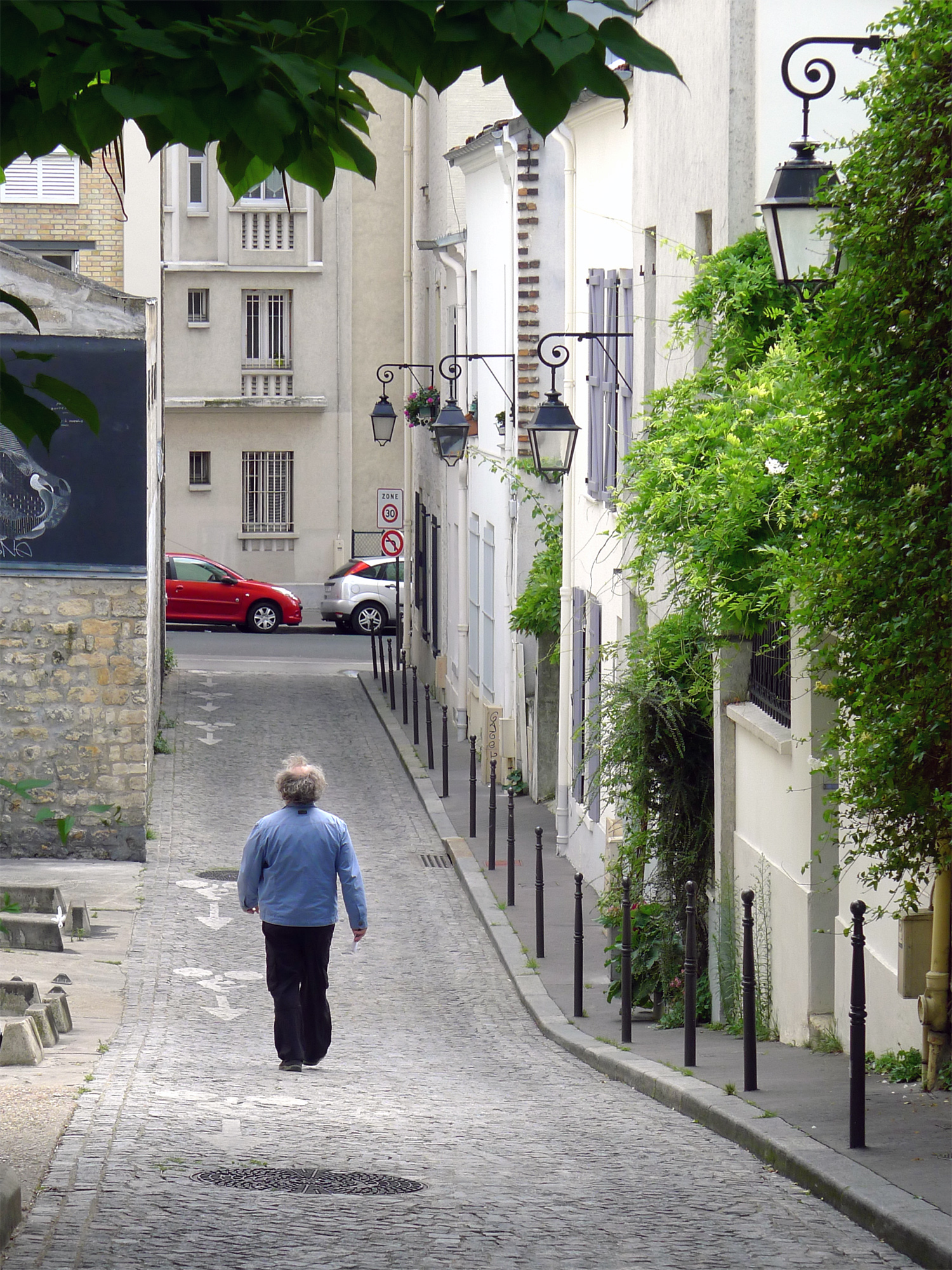
Une rue en pente.
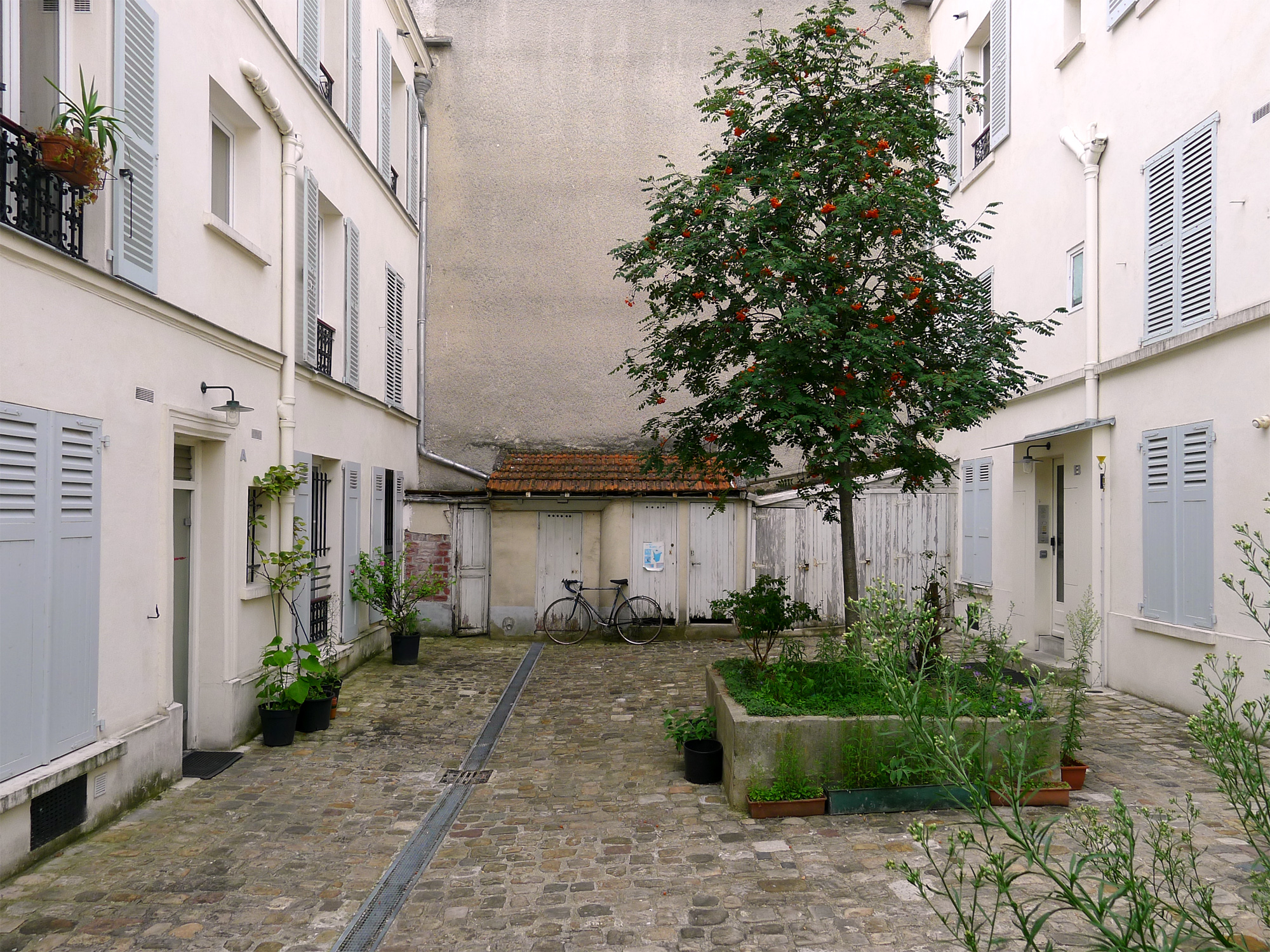
Cour.
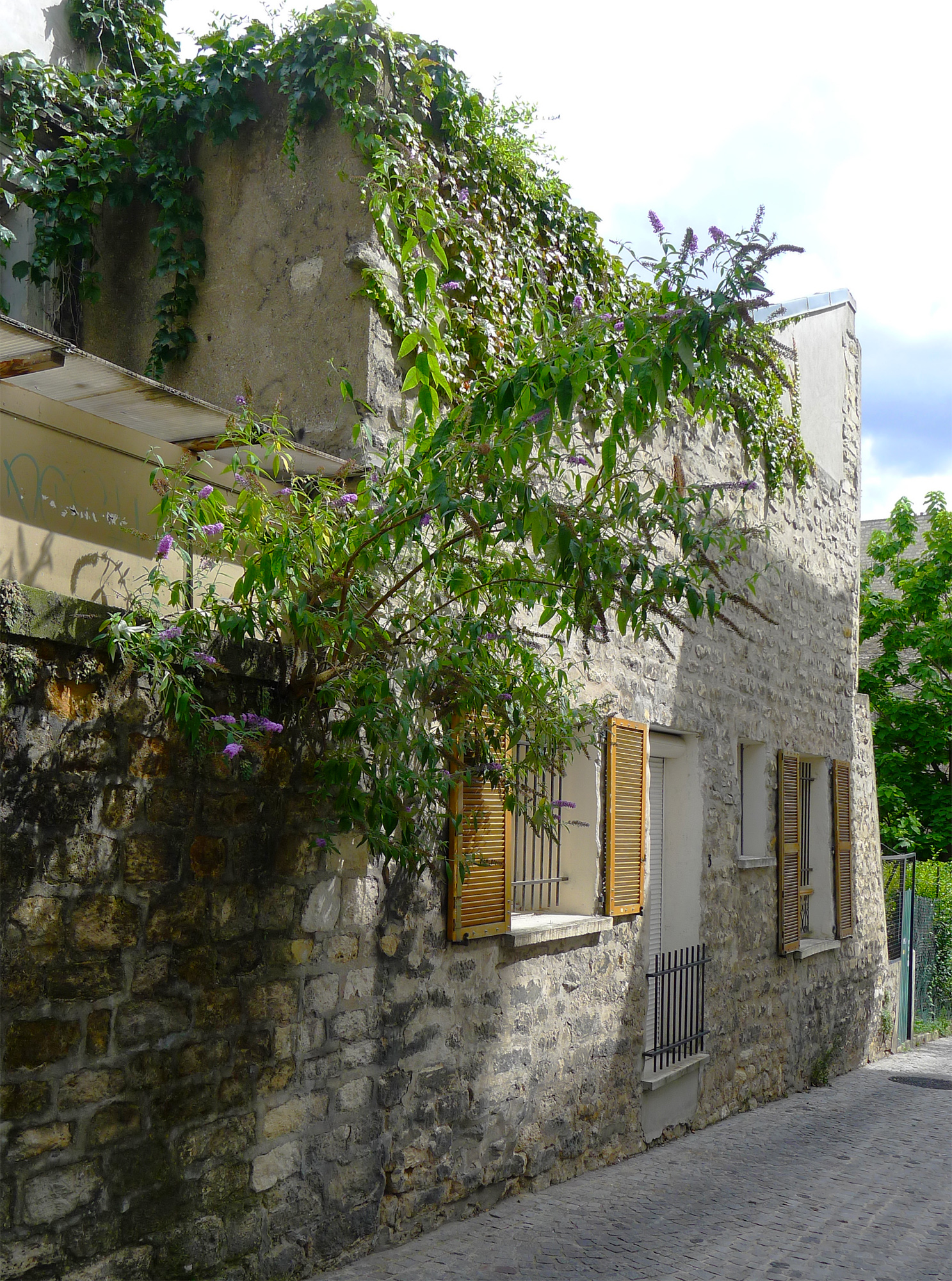
Maison individuelle.

Par ailleurs, l'art urbain est présent tout le long de la rue depuis de nombreuses années.
